# Konstantinos Eleftherakis
Konstantinos Eleftherakis (griechisch Κωνσταντίνος Ελευθεράκης, * 18. Juli 1950 in Athen) ist ein ehemaliger griechischer Fußballspieler.

## Karriere

### Vereine
Eleftherakis begann beim seinerzeitigen Zweitligisten APO Fostiras Tavros FC mit dem Fußballspielen und wurde 1968 von Panathinaikos Athen verpflichtet, für den er fortan bis Saisonende 1979/80 Punktspiele in der Alpha Ethniki, der seinerzeit höchsten Spielklasse im griechischen Fußball, bestritt. Während seiner zwölf Jahre währenden Zugehörigkeit gewann er viermal die Meisterschaft und zweimal den nationalen Vereinspokal, der am 9. Juli 1969 nach Losentscheid gegen Olympiakos Piräus errungen werden konnte, nachdem es trotz Verlängerung beim 1:1 unentschieden geblieben war, und am 22. Juni 1977 beim 2:1-Sieg über PAOK Thessaloniki.
International kam erstmals am 25. September 1968 im Erstrundenhinspiel gegen den Royal Daring Club de Bruxelles bei der 1:2-Niederlage im Wettbewerb um den Messestädte-Pokal zum Einsatz. Sein letztes Spiel in diesem Wettbewerb bestritt er am 20. November 1968 gegen Athletic Bilbao, gegen den das Zweitrundenhinspiel im heimischen Apostolos-Nikolaidis-Stadion torlos endete. Im Wettbewerb um den UEFA-Pokal bestritt er 1973/74, 1974/75 und 1978/79 die Hin- und Rückspiele der jeweils 1. Runde, nach der er mit seiner Mannschaft gegen OFK Belgrad (aufgrund der Auswärtstorregel), Grasshopper Club Zürich und FC Argeș Pitești aus dem Wettbewerb ausschied. Auch im Wettbewerb um den Europapokal der Landesmeister, 1969/70 und 1972/73 ist es ihm und seiner Mannschaft so ergangen. 1970/71, unter Trainer Ferenc Puskás, bestritt er insgesamt sieben Begegnungen und erzielte in den beiden Erstrundenspiele beim 2:1-Hin- und 5:0-Rückspiel gegen Jeunesse Esch mit jeweils einem Tor, seine einzigen beiden in insgesamt 19 europäischen Pokalspielen; von denen das am 2. Juni 1971 im Wembley-Stadion vor 83.179 Zuschauern mit 0:2 gegen Ajax Amsterdam verlorene Finale den sportlichen Höhepunkt bildete.
Da Ajax Amsterdam auf die in Hin- und Rückspiel anstehenden Finalspiele um den Weltpokal gegen den Copa-Libertadores-Sieger Nacional Montevideo aus Uruguay verzichtet hatte, kam er mit seiner Mannschaft als unterlegener Europapokalfinalist zum Zuge. Wurde das Hinspiel am 15. Dezember 1971 im Karaiskakis-Stadion von Piräus mit 1:1 offen gehalten, so wurde das Rückspiel am 29. Dezember 1971 im Estadio Centenario von Montevideo mit 1:2 verloren, wie auch der erste internationale Pokal.
Des Weiteren nahm er mit seiner Mannschaft am  Wettbewerb um den Balkanpokal teil, den er mit seiner Mannschaft – nach dem torlosen Hinspiel, mit 2:1 im Rückspiel gegen Slawia Sofia – im Jahr 1977 gewann.
Nach der Saison 1980/81, in der er für den Erstligisten AEK Athen in 23 Punktspielen eingesetzt wurde, kehrte er dorthin zurück, wo einst alles begonnen hatte – nach Tavros. Für den dort ansässigen Verein APO Fostiras Tavros FC spielte er noch in der Saison 1981/82 und beendete danach seiner Spielerkarriere.

### Nationalmannschaft
Für die A-Nationalmannschaft bestritt er 33 Länderspiele, von denen 13 Qualifikationsspiele (WM 7×, EM 6×) waren. Sein Debüt gab er am 4. Mai 1969 im vierten Spiel der WM-Qualifikationsgruppe 1 beim 2:2-Unentschieden gegen die Nationalmannschaft Rumäniens in Porto, in dem er mit dem Treffer zum 2:0 in der 74. Minute sogleich sein erstes von insgesamt fünf Toren erzielte. Seinen letzten Einsatz als Nationalspieler hatte er am 9. März 1977 im Praterstadion bei der 0:2-Niederlage gegen die Nationalmannschaft Österreichs.

## Erfolge
- Finalist Weltpokal 1971
- Finalist Europapokal der Landesmeister 1971
- Balkanpokal-Sieger 1977
- Griechischer Meister 1969, 1970, 1972, 1977
- Griechischer Pokal-Sieger 1969, 1977

## Sonstiges
Nach dem verlorenen Europapokalfinale bekundeten Real Madrid und der FC Everton Interesse, ihn zu verpflichten. Der Verwirklichung des Angebots von Real Madrid von (für die damalige Zeit) unvorstellbaren 35 Millionen Drachmen, stand jedoch C. Aslanidis (Generalsekretär der Leichtathletik, ernannt von der damaligen Militärregierung) im Weg.